# جائزة إسبانيا الكبرى 1995
جائزة إسبانيا الكبرى 1995 هو سباق فورمولا 1 أقيم بتاريخ 14 مايو 1995 في حلبة دي كاتلونيا، برشلونة، إسبانيا. كان الرابع من أصل 17 في بطولة العالم لسباقات الفورمولا واحد موسم 1995. حلّ الألماني مايكل شوماخر أولا بينما جاء البريطاني جوني هربرت في المركز الثاني وحصل على المركز الثالث النمساوي غيرهارد بيرغر.